# Археологическая
Археологическая — пещера в Ширинском районе Хакасии на правом склоне долины реки Малая Сыя, в 1,5 км от села Малая Сыя, геологический памятник природы республиканского значения (в 900 м от п. Малая Сыя, в 50 км от ж.-д. станции Шира́). Карстовая пещера длиной 270 метров и глубиной 37 метров, I категории сложности. В пещере обнаружена стоянка древнего человека. Место обитания летучих мышей. Имеет природоохранное, научное, просветительское, культурно-историческое, рекреационное значение.

## Место нахождения
Пещера расположена под скалой вблизи села Малая Сыя, около полукилометра дальше последних огородов.

## Описание
Вход начинается классическим наклонным ходом в основании скалы. Катушка протяженностью около 5 метров выходит в наклонный гротик. В дальней правой части есть кольцевые ходы. Держась левой стороны можно попасть в основной грот пещеры. Дно со следами водотоков, отложения гравитационные. Слева имеются небольшие ходы, приуроченные к тектоническим трещинам. Грот оканчивается восходящим завалом.
Пещера имеет протяженность 270 метров. Кадастровый номер Б1а-5

## Исследование
Открыта в 1960-е годы спелеологом Виктором Стоценко и группой школьников-пионеров в результате разбора входного завала.
В пещере крупная популяция летучих мышей около 5000 особей. Их изучением с середины 1980-х годов по настоящее время занимается Елена Руденко (Болтухина) в Малой Сые.